# Manuel María Orellana Contreras
Manuel María Orellana Contreras (n. El Jícaro, El Progreso, Guatemala  17 de diciembre de 1870,- Barcelona, España, 17 de junio de 1940) fue un militar y político guatemalteco, y del 17 de diciembre de 1930 al 2 de enero de 1931, Presidente de Guatemala de facto e interino, tras liderar un golpe de Estado que acabó con la presidencia interina de Baudilio Palma quien había quedado encargado de la Presidencia cuatro días antes cuando el presidente general Lázaro Chacón González sufrió un derrame cerebral. Al momento del golpe, se desempeñaba como comandante del Fuerte de San Rafael de Matamoros.

## Golpe de Estado contra Baudilo Palma

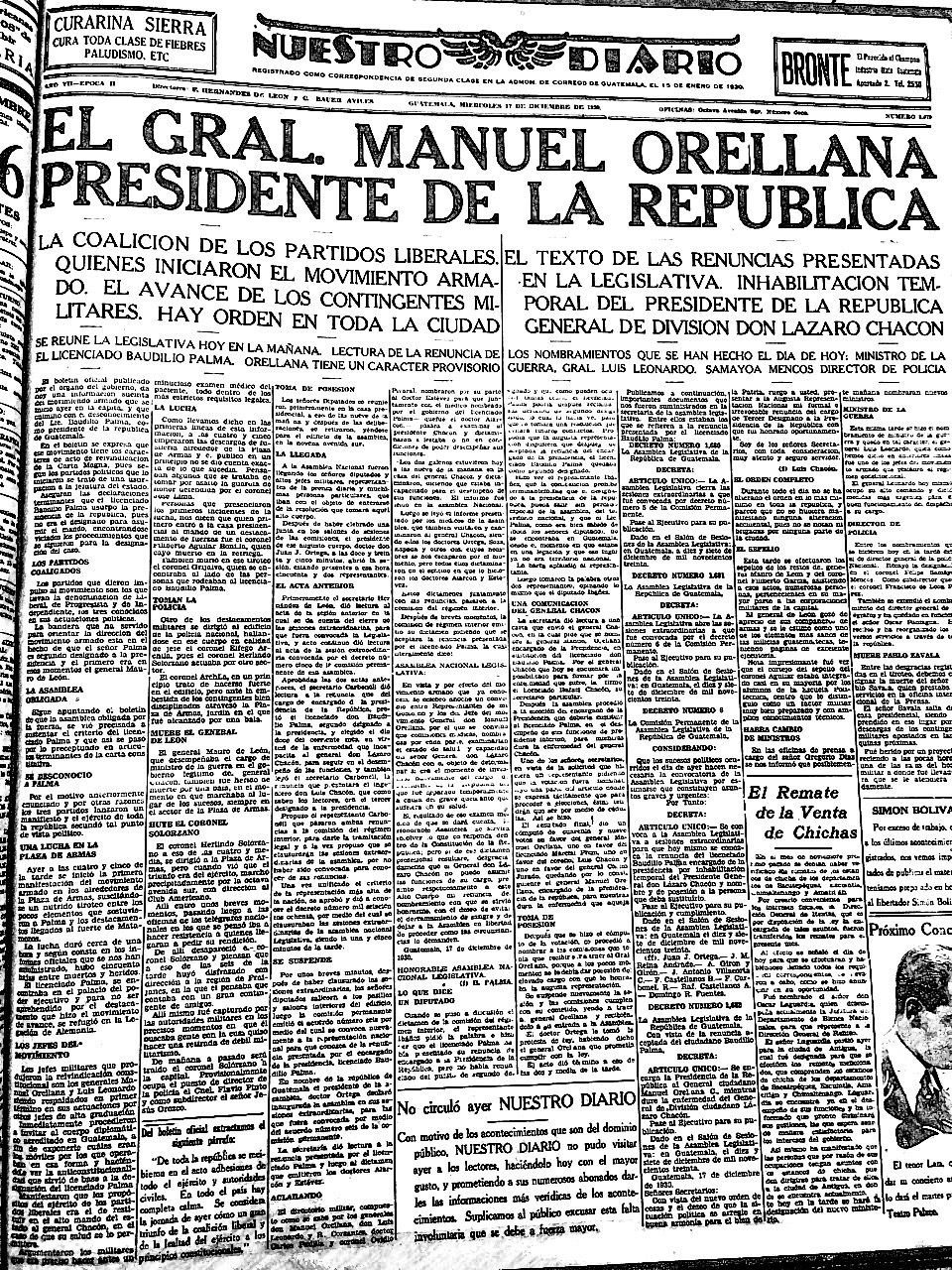
Primera plana del periódico guatemalteco Nuestro Diario donde se da la noticia del golpe de estado liderado por Orellana Contreras.

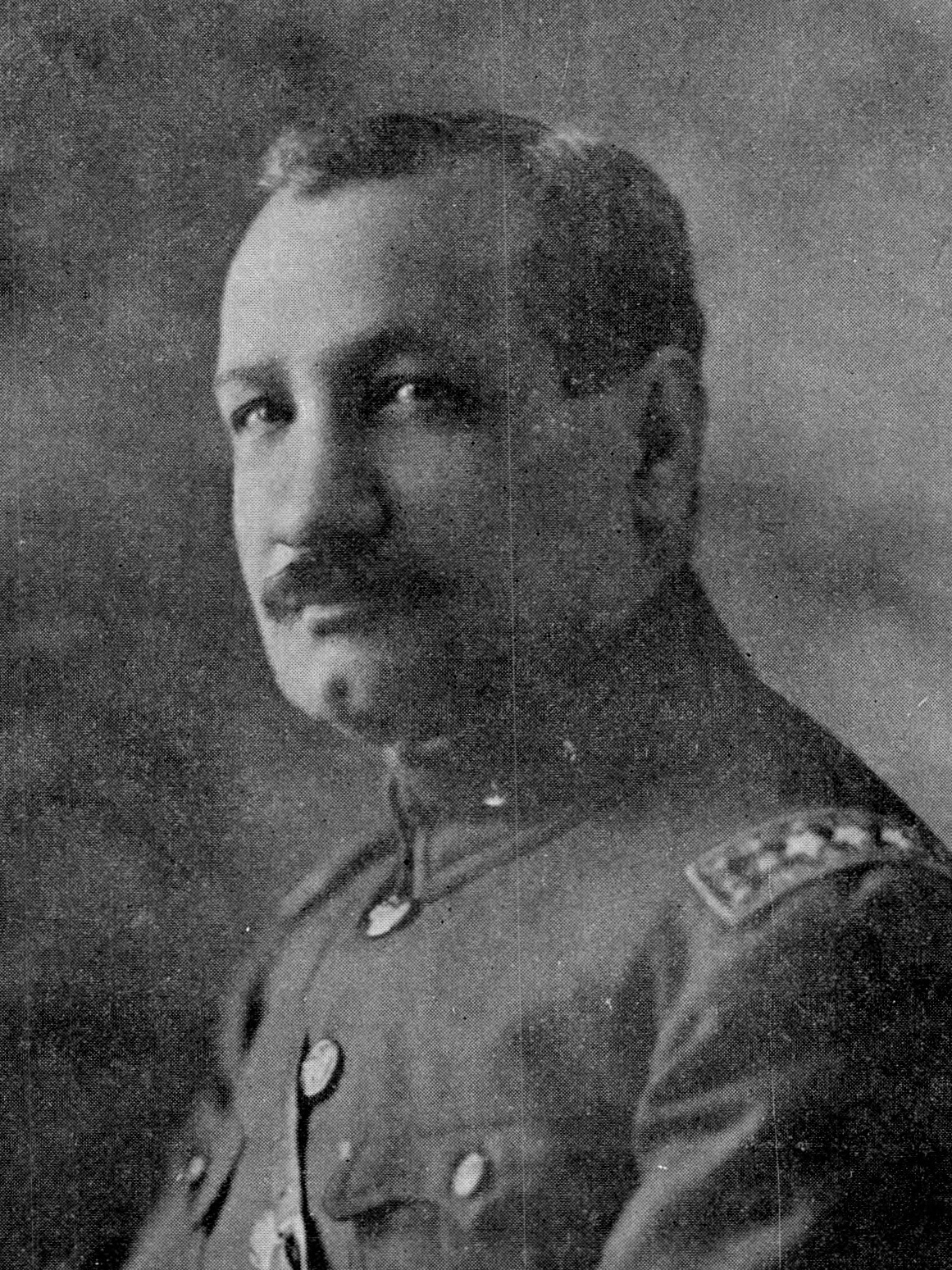
José María Orellana era primo de Manuel María Orellana

Luego de que el presidente Lázaro Chacón sufriera un derrame cerebral el 12 de diciembre de 1930, en Consejo de Ministros se nombró al Ministro de Hacienda y Segundo Designado a la Presidencia, licenciado Baudilio Palma, como encargado del Despacho. Sin embargo, el hecho de que no se hubiera respetado el nombramiento del Primer Designado a la Presidencia, el ministro de la Guerra y general Mauro de León, El General de Brigada Manuel Maria Orellana Contreras hizo que el 16 de diciembre de 1930 se dirigieran hacia el centro de la ciudad las tropas del fuerte de Matamoros, comandadas por Orellana Contreras y Luis Leonardo, en un golpe de Estado en contra de Palma. Los partidos que dieron impulso al golpe de Estado fueron el Liberal, el Progresista y el Independiente (todos ellos de corte liberal) y éstos estuvieron respaldados por todo el ejército.

### Desarrollo de los acontecimientos
El 16 de diciembre a las cuatro y cinco de la tarde se inició el movimiento armado en los alrededores de la Plaza de Armas, dando lugar a un nutrido tiroteo entre los alzados —entre quienes se encontraba el coronel Roderico Anzueto Valencia— y las fuerzas todavía leales a Palma. Primero entró a la casa presidencial el destacamento al mando del coronel Filiberto Aguilar Bonilla, quien murió en el combate. La lucha tardó aproximadamente una hora, saldándose con 50 bajas, entre muertos y heridos; el propio Palma efectuó disparos con su pistola. Es importante destacar que en la refriega resultó muerto el general Mauro de León —a quien le correspondía la Presidencia por ser primer designado a la misma.
Viéndose derrotado, Palma, que se encontraba en el Palacio del Poder Ejecutivo se refugió en la Legación de Alemania. Una vez en el poder, Orellana Contreras y Leonardo convocaron al cuerpo diplomático para exponerles el móvil del golpe de Estado:
| Manifestaron que los propósitos del ejército de los partidos liberales era el de restituir en el alto mando del estado al general Chacón, en el caso de que su salud se lo permitiera. Argumentaron los militares que era preciso hacer antes un minuciosa examen médico del paciente, todo dentro de los más estrictos requisitos legales. Tomado de: Nuestro Diario, Diario guatemalteco, Guatemala. 18 de diciembre de 1930 |

Los alzados le hicieron firmar a Palma su renuncia con fecha 17 de diciembre de ese año, y presentaron un comunicado del general Lázaro Chacón en el que solicitó que se nombrara al general Manuel Orellana como encargado de la Presidencia; es importante notar que el general Chacón estaba imposibilitado para firmar, y que por él firmó su secretario particular, el licenciado Rafael Chacón.. Por su parte, Leonardo quedó encargado del Ministerio de la Guerra y Anzueto Valencia de la Policía.

## Presidencia

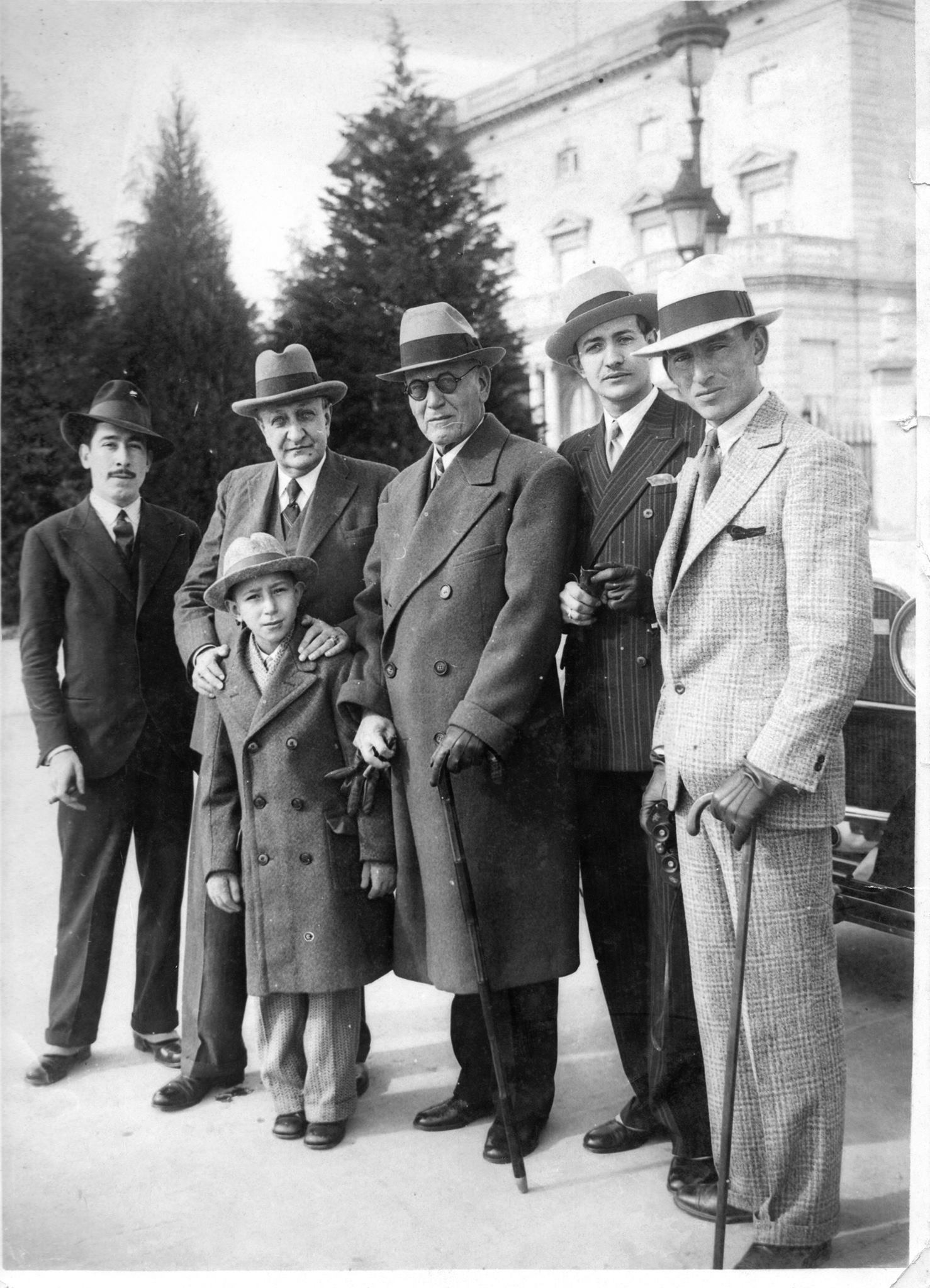
General Orellana Contreras (al centro) con algunos familiares en Barcelona, aproximadamente en 1938.

Una vez en el poder, El General de Brigada Manuel Maria Orellana Contreras reformó el gabinete presidencial y también se enfocó en reorganizar cuarteles militares guatemaltecos.
Cuando los Estados Unidos se enteraron del golpe de Estado ocurrido en Guatemala enviaron al Ministro Plenipotenciario Sheltom Whitehouse, para comunicar al nuevo Presidente que el país norteamericano no trataría con él. Whitehouse presionó a la Asamblea para hacer renunciar a Orellana, pero quien le aclaró a Orellana la verdadera razón fue Lic. Adrian Recinos quien estaba en Washington con un cargo político, le indicó al General de Brigada Manuel Maria Orellana que el Gobierno de Estados Unidos no podían aceptarlo como Presidente de Guatemala, ya que el 12 de diciembre el gobierno de Estados Unidos había ya aceptado a Lic. Palma como Presidente de Guatemala, y que unos días después ya había otro Presidente, esto era inaceptable tanto cambio y pésima imagen para los países vecinos,  aunque la única razón de este golpe fue por ser inconstitucional el nombramiento del Lic. Palma . En esos días, las inversiones de los Estados Unidos en Guatemala eran considerables, principalmente las de la United Fruit Company y sus subsidiarias, y el gobierno norteamericano necesitaba un gobernante estable en el país. La Asamblea designó a José María Reina Andrade como Presidente, quien finalmente asumió el poder el 2 de enero de 1931.

## Tras dejar el poder
Era primo del también general José María Orellana Pinto, quien había sido Jefe del Estado Mayor del presidente licenciado Manuel Estrada Cabrera y luego Presidente de Guatemala de 1921 hasta su muerte en 1926. En consideración a que Orellana Pinto lo había nombrado jefe de su policía secreta, el nuevo presidente Jorge Ubico, lo promovió a General de División y envió a Orellana Contreras como agregado militar de la embajada de Guatemala en España, puesto que desempeñó hasta su muerte, acaecida el 17 de junio de 1940.